# ニコラ・グルニツキー

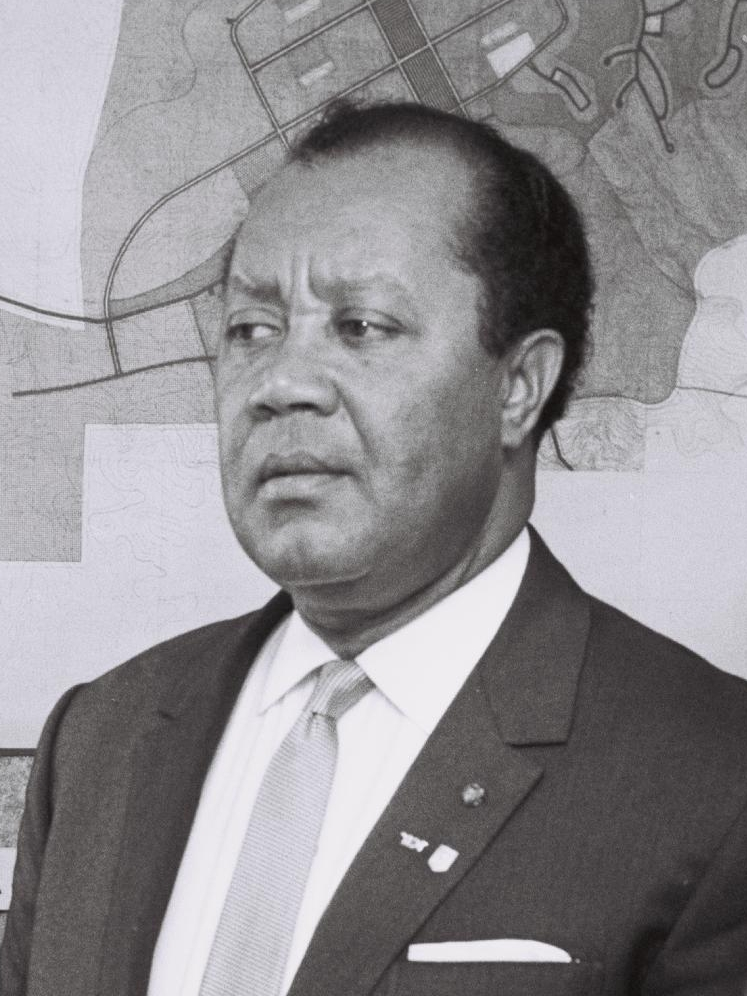
グルニツキー

ニコラス・グルニツキー（Nicolas Grunitzky、1913年4月5日 - 1969年9月27日）は、トーゴの政治家、第二代大統領（任1963年-1967年）。

## 経歴
ポーランド系ドイツ人の父、トーゴ人の母との間に生まれる。南部エウェ族に基盤を置く。フランス統治下のトーゴで、トーゴ進歩党(PTP)を結成し、シルバヌス・オリンピオらの反フランス的運動とは一線を画した。
1956年、トーゴ自治政府の初代首相に就任した。1958年の選挙ではオリンピオが勝利し、トーゴ独立(1960年4月27日)に際してはオリンピオが大統領に就任した。オリンピオは反対派を迫害し、グルニツキーは亡命を余儀なくされる。
1963年1月13日、クーデターでオリンピオが殺害されると、グルニツキーは帰国して大統領に就任した。
しかし、グルニツキー政権は軍の増員を要求するクーデターの立役者エチエンヌ・エヤデマ、アルバート・ジャファロ、ジェイムズ・アシラらの派閥抗争に悩まされ、副大統領アントワーヌ・メアチら北部人と南部のエウェ族の対立も深刻化した。
メアチとグルニツキーの対立は南北の民族対立を象徴するもので、政府は機能せず、1967年1月13日、エヤデマ参謀長のクーデターにより政権は崩壊した。
| 公職                                           | 公職                                     | 公職                                           |
| ---------------------------------------------- | ---------------------------------------- | ---------------------------------------------- |
| 先代 エマヌエル・ボジョレー （反乱委員会議長） | トーゴ共和国大統領 第2代：1963 - 1967    | 次代 クレベール・ダジョ （国民和解委員会委員） |
| 先代 （創設）                                  | 仏領トーゴ自治政府首相 初代：1956 - 1958 | 次代 シルバヌス・オリンピオ                    |